# Huszár György
Huszár György, 1932-ig Hirsch (Budapest, Józsefváros, 1911. október 1. – Budapest, 2002. április 1.) fogorvos, orvostörténész, lapszerkesztő, egyetemi tanár, az orvostudományok kandidátusa (1960), doktora (1978).

## Élete
Hirsch (Móric Farkas) Marcell (1884–1943) államilag vizsgázott fogász és László Olga (1880–1971) gyermekeként született zsidó családban. 1929-ben a budapesti Madách Imre Főgimnáziumban érettségizett. Felsőfokú tanulmányait a szegedi Ferenc József Tudományegyetemen végezte, ahol 1935-ben általános orvosi oklevelet szerzett, majd három évvel később fog- és szájbetegségekből szakorvosi vizsgát tett. Oklevelének megszerzése után egy évet egykori alma matere Anatómiai Intézetének antropológiai osztályán töltött Kiss Ferenc gyakornokaként. Ezután néhány hónapig a nagykanizsai Honvéd Kórházban működött. 1937–1938-ban a budapesti Szövetség utcai Poliklinika gyakornoka, 1937–1939-ben a Pázmány Péter Tudományegyetem Sztomatológiai Klinikáján Máthé Dénes gyakornoka volt. 1940 és 1943 között a Fővárosi István Kórház Fogbeteg Osztályának alorvosaként dolgozott. A második világháború alatt a Diósgyőri Vasgyár szerb nemzetiségi kisegítő századának orvosaként és a Vasgyári Kórház Belgyógyászati Osztálya alorvosaként szolgált. A háború utolsó évében katonaszökevényként a nemzeti ellenállás, a MOKAN-komité orvosa volt. 1945 és 1950 között a Budapesti Orvostudományi Egyetem (BOTE) Sztomatológiai Klinikáján Balogh Károly egyetemi tanársegéde, 1951–1952-ben a Fővárosi Tanács 7. számú Iskolafogászati Rendelésének osztályvezető főorvosa volt. 1953 és 1955 között a BOTE, illetve a Semmelweis Orvostudományi Egyetem Fogorvostudományi Kar Fogpótlástani Tanszékének egyetemi adjunktusa, 1955 és 1977 között egyetemi docense és 1968 és 1977 között a Propedeutikai és Anyagtani Részleg vezetője volt. 1977-ben nyugállományba vonult, utóda a Tanlaboratórium élén tanítványa, Götz György lett. A nyugdíjba vonulásának évében nyújtotta be az MTA-ra akadémiai doktori értekezését, amelynek címe A fogkopás vizsgálatának újabb módszerei és ezek alapján végzett összehasonlító értékelések eredményei. A dolgozatot a bírálók egyhangú támogatásával fogadták el, s így az akadémiai doktori címmel rendelkező fogorvosok sorába emelkedett. 1978-ben a Fogorvostudományi Kar kezdeményezte a címzetes egyetemi tanári címre való felterjesztését, amelyet 1982-ben kapott meg. 
1947-től társszerkesztőként szerkesztette a Fogorvosi Szemle című lapot, majd 1966-tól 1988-ig a lap felelős szerkesztője lett. Tudományos pályafutásának kezdetén embertani dolgozatokat közölt, majd érdeklődése a paleosztomatológia, a fogászat embertani vonatkozásai, s ezzel összefüggésben fogpótlástani technológiai -anyagtani, odontotechnikai kérdések felé fordult. Alapvetően új eredményeket ért el a kora középkori magyarság fogazatának és fogbetegségeinek vizsgálata terén, majd elsők között ismerte fel a fogászati betegségek szociális jelentőségét, illetve gerontosztomatológiai kutatásai világviszonylatban is úttörő jellegűek. Feldolgozta a magyarországi fogászat, a fogorvostudomány, a szájsebészet és a fogorvosképzés, valamint mindezek hazai intézményrendszerének történetét, s elkezdte a tudományterület bibliográfiai összeírását.
Az Új köztemetőben nyugszik.

## Családja
Felesége 1940-től Iritz Margit
Gyermekei
- ifj. Huszár György (1941)
- Huszár Ferenc (1944)
- Huszár Daniella (1948)

## Tagságai
- Az MTA Orvostörténeti Bizottságának tagja
- A Magyar Orvostörténeti Társaság vezetőségi tagja, tiszteletbeli alelnöke
- A Magyar Fogorvosok Egyesülete vezetőségi tagja
- A Nemzetközi Fogorvos Egyesület Fogorvos-történeti Bizottságának tagja

## Díjai, elismerései
- Oktatásügy kiváló dolgozója (1977)
- Balogh Károly-emlékérem (1978)
- Weszprémi István-emlékérem (1979)
- Árkövy József-emlékérem (1993)
- Miniszteri dicsérő oklevél (2001)

## Főbb művei
- Tetoválás előfordulása hazai bűnözőknél (Népünk és Nyelvünk, 1932)
- Faji vizsgálatok Szeged és környéke lakosságán. Sziráky Istvánnal. (Népünk és Nyelvünk, 1933)
- Antropológiai vizsgálatok birkózókon. Rosztóczy Ernővel. (Sportorvos, 1934)
- Gyakorlati tapasztalatok a műanyag koronákkal és hidakkal (Fogorvosi Szemle, 1943)
- Az Árpád-kori magyarság fogazata. – A fogbetegségek szociális jelentősége. Szabó Lászlóval. (Máthé Dénes Emlékkönyv. Budapest, 1945)
- Salamon Henrik bibliográfiája. – Egy fogászcsalád története. (A stomatológia haladása, 1946)
- Fogorvosi észrevételek a vérbaj kezelésénél (A bőrgyógyászat időszerű kérdései. I. kötet, Budapest, 1946)
- Stomatológiai dietetika (Orvosok Lapja, 1946)
- Fog- és szájbetegek étrendje (Gyakorlati eredmények a stomatológiában. Budapest, 1947)
- A fogtechnikusipar egészségügye. Bugyi Balázzsal. (Népegészségügy, 1947)
- Vattatekercstartó alsó frontfogak kezeléséhez. – Teljes állkapocshiány sebészeti és protetikai ellátása. Skaloud Ferenccel. – A műfogsort viselők lélektana. (Fogorvosi Szemle, 1947)
- A sportoló fogpótlása (Sportorvos, 1947)
- Odontotechnikai eljárások szájpad- és állcsonthiányok pótlására (Fogtechnikai Közlöny, 1948)
- A fúvós zenészek fogazata. Göndör Lászlóval. (Népegészségügy, 1948)
- Mozaikok a magyar fogászat múltjából (Fogorvosi Szemle, 1948)
- A szájrés nagysága és tágulékonysága. – Esztétikus korona alsó őrlőfogon. Földvári Imrével. – A szabadságharc fogorvosai. (Fogorvosi Szemle, 1949)
- Az íny gyulladása hídtestek alatt (Fogorvosi Szemle, 1950)
- Fogpótlástan. Egyetemi tankönyv. Molnár Lászlóval, Schranz Dénessel. (Budapest, 1950, szlovákul: Bratislava, 1952)
- A torus palatinus morphológiája és fogászati jelentősége. – Magyar nyelvű fogászati emlék a XV. századból. (Fogorvosi Szemle, 1951)
- A fogszuvasodás elterjedése a Dunántúlon az újabb kőkortól az újkorig. Schranz Dénessel. (Fogorvosi Szemle, 1952)
- A nemi különbség jelentősége a stomatológiában. Molnár Lászlóval. (Fogorvosi Szemle, 1953)
- Fogászati fémtan és anyagismeret. Egyetemi jegyzet. (Budapest, 1953)
- Adatok a magyar szájsebészet kialakulásának történetéhez. – Az őskori ember fogbetegségei. (Fogorvosi Szemle, 1954)
- A szuvas tejfogak gyógyítása. – Protetikai módszerek. – Iskolafogászati adminisztráció és segédlet. Tóth Pállal. (Gyermekfogászat. Egyetemi tankönyv. Budapest, 1954)
- Savmunkások fogazatának foglalkozási eredetű megbetegedése (Népegészségügy, 1955)
- Magyar fogászati bibliográfia. – Bibliographia Odontologica Hungarica. Összeáll. (Országos Orvostörténeti Könyvtár Közleményei, 1955 és külön: Budapest, 1955)
- A fémfogművek fényezése. – Nyelvtámasz alkalmazása teljes alsó protézisen. (Fogorvosi Szemle, 1956)
- Turnovszky Frigyes 1856-ban megjelent fogászati könyve. – A nyelv izomerejének mérése. (Fogorvosi Szemle, 1957)
- Gyógyászati koblat–króm-ötvözetek szövetszerkezete. – Fogászati fémek és ötvözetek. (Fogorvosi Szemle, 1958)
- A budapesti orvosegyetemi stomatológiai klinika múzeuma (Orvosi Hetilap, 1958. 38.)
- Károlyi Mór élete és elmélete (Fogorvosi Szemle, 1959)
- A fogpótlás technológiája. Monográfia. Földvári Istvánnal. (Budapest, 1959, 2. javított kiadás: 1965, 3. kiadás: 1968, 4. átdolgozott kiadás: 1974)
- Adatok a magyar fogászat történetéhez. Régi fogorvosi hirdetések. (Országos Orvostörténeti Könyvtár Közleményei, 1960 és Fogorvosi Szemle, 1960)
- A magyar fogászat története a XIX. században. Monográfia és kandidátusi értekezés is. (Budapest, 1960)
- Az első szegedi fogorvosok. – Rothman Ármin. Megemlékezés születésének 100. évfordulója alkalmából. (Fogorvosi Szemle, 1961)
- Adatok a magyar fogászat történetéhez. Fogászat a múlt századbeli kiállításainkon. (Országos Orvostörténeti Könyvtár Közleményei, 1961)
- Gerostomatologia. Monográfia. Balogh Károllyal, Molnár Lászlóval, Schranz Dénessel. (Budapest–Leipzig, 1962)
- Műanyagfogak használata hidak készítésekor. Földvári Istvánnal. – Műanyagfogak egyéni kialakítása. – Nedelkó Döme. Megemlékezés születésének 150. évfordulója alkalmából. (Fogorvosi Szemle, 1962)
- Apáthy István és Rudas Gerő (Országos Orvostörténeti Könyvtár Közleményei, 1962)
- Cigányok gerostomatológiai vizsgálata. Balogh Károllyal. 3 táblával. (Anthropológiai Közlemények, 1962)
- Ezüst–palládium ötvözetek (Fogtechnikai Szemle, 1962)
- A cementszín hatása a műanyag koronára. Földvári Imrével. – Felpuhuló alappal készülő kiterjesztett protézis. Földvári Istvánnal. – A szegedi gyermekek fogazata egykor és ma. Tóth Károllyal. (Fogorvosi Szemle, 1963)
- Prophylaxiás meggondolások a fogpótlások anyagának megválasztásakor (Fogorvosi Szemle, 1964)
- Salamon Henrik. – Semmelweis Ignác. (Fogorvosi Szemle, 1965)
- A teljes műfogsor fejlődéstörténete (Országos Orvostörténeti Könyvtár Közleményei, 1965)
- A magyar fogászat története. Monográfia. (Az Országos Orvostörténeti Könyvtár kiadványa. Budapest, 1965)
- Stomatological Examination. (Gerontological Studies on Hungarian Centenarians. Szerk. Haranghy László. Budapest, 1965)
- Fog- és szájbetegségek megelőzése. Monográfia. Balogh Károllyal, Sugár Lászlóval. (Budapest, 1965)
- Geoprotetikai vizsgálatok eredményei és tanulságai (Fogorvosi Szemle, 1966)
- Medizingeographische Aspekte der Zahnkaries (Geographica Medica Hungarica, 1966)
- Salamon Henrik fogorvos-történeti munkássága (Országos Orvostörténeti Könyvtár Közleményei, 1966)
- Az ivóvíz-fluorozás kritikája (Fogorvosi Szemle, 1967)
- Az idős ember fogazata (Egészség, 1967)
- Az Apollonia-kultusz és hazai emlékei (Országos Orvostörténeti Könyvtár Közleményei, 1968)
- Abrasio mint foglalkozási ártalom (Fogorvosi Szemle, 1968)
- Emlékezés Antal Jánosra. 1869–1945. – A lekopott fogak újrendszerű osztályozása. (Fogorvosi Szemle, 1969)
- The Role of Hungarian Dentist in History of Odontology (International Dental Journal, 1969)
- A fogorvosképzés fejlődéstörténete (Orvostörténelmi Közlemények, 1969)
- Odontológia. Egyetemi jegyzet. (Budapest, 1969, 2. kiadás: 1970, 3. kiadás: 1971)
- A fogorvos és a fogtechnikus együttműködése a kivehető fogművek készítésénél (Fogtechnikai Szemle, 1970)
- A fogzománc vastagsága és protetikai jelentősége (Fogorvosi Szemle, 1970)
- A fogkopás idős korban (Fogorvosi Szemle, 1971)
- A tejfogak zománcának vastagsága (Fogorvosi Szemle, 1972)
- A részleges protézis készítésének anyagtani szempontjai (Fogorvosi Szemle, 1973)
- Abrasio dentium fiatal korban (Antropológiai Közlöny, 1974)
- A tejfogak kopása (Fogorvosi Szemle, 1974)
- Szabó József. Megemlékezés születésének 100. évfordulóján. – Az approximalis kontaktus és az abrasio vizsgálata. – 60–69 évesek fogainak kopása. (Fogorvosi Szemle, 1975)
- A fogkopás vizsgálatának újabb módszerei és ezek alapján végzett összehasonlító értékelések eredményei. Doktori értekezés. (Budapest, 1976)
- A fogorvoslás oktatása és a Fogorvos-tudományi Kar kialakulása, működése 1945–1975 között. Schranz Dénessel. (A Semmelweis Orvostudományi Egyetem klinikáinak és intézeteinek története. 1945–1975. Jubileumi Évkönyv. Szerk. Antoni Ferenc és Székely Sándor. Budapest, 1976)
- Körmöczy Zoltán. – Madzsar József szerepe a magyar stomatológiában. (Fogorvosi Szemle, 1977)
- Morelli Gusztáv. Megemlékezés születésének 100. évfordulójáról. (Orvosi Hetilap, 1978. 52.)
- Bevezetés a fogpótlástanba. Egyetemi tankönyv. Fábián Tiborral, Götz Györggyel. (Budapest, 1979, 2. átdolgozott kiadás: Budapest, 1983)
- Bevezetés a társadalomorvostanba és az orvostörténetbe. Egyetemi jegyzet Simon Tamással. (Budapest, 1979)
- Az önéletrajzok mint fogorvostörténelmünk forrásai (Orvostörténeti Közlemények, 1980)
- Abonyi József (Fogorvosi Szemle, 1980)
- Társadalomorvostan. Egyetemi jegyzet. Orsós Sándorral, Simon Tamással. (Budapest, 1982)
- Bugyi Balázs (Orvostörténeti Közlemények, 1982)
- A magyar fogászat fejlődése Árkövytől napjainkig (Orvosi Hetilap, 1982. 20.)
- Emlékezés Simon Béla professzorra (Fogorvosi Szemle, 1983)
- A vizsgázott fogászok munkássága az 1910-es években (Orvostörténeti Közlemények, 1984)
- Gerosztomatológia. (Az öregedés. Biológiai elváltozások, megbetegedések és szociális problémák öregkorban. Szerk. Beregi Edit. Budapest, 1984)
- A fogászati prevenció magyar úttörői. – Emlékezés Balogh Károly professzorral. (Fogorvosi Szemle, 1986)
- Száz éve jelent meg Árkövy Diagnosztikája (Orvosi Hetilap, 1986. 16.)
- Magyar orvosok önéletrajzai (Orvostörténeti Közlemények, 1987)
- Megemlékezés Nedelkó Döme születése 175. évfordulóján (Orvosi Hetilap, 1987. 42.)
- A fővárosi gyermekfogászat története (Fogorvosi Szemle, 1988)
- Zsigmondy Adolf és Zsigmondy Ottó élete és munkásságuk jelentősége a fogászat történetében (Fogorvosi Szemle, 1989)
- Károlyi Mór (Orvosi Hetilap, 1990. 52.)
- Kemény Imre. – Iszlai József. (Fogorvosi Szemle, 1992)
- A Magyar Fogorvosok Egyesületének története. – Fogorvos magántanárok. (Fogorvosi Szemle, 1993)
- A fogszabályozás magyar úttörői (Fogorvosi Szemle, 1994)
- A fog a Bibliában (Orvostörténeti Közlemények, 1994 és Ponticulus, 2003)
- Balogh Károly életútja és működése (Orvostörténeti Közlemények, 1995/96)